# Smalkopweekschildpadden
Smalkopweekschildpadden, ook wel Chitra-weekschildpadden (Chitra) zijn een geslacht van schildpadden uit de familie weekschildpadden (Trionychidae).

## Naam en indeling
De wetenschappelijke naam van de groep werd voor het eerst voorgesteld door John Edward Gray in 1844. Er zijn drie soorten, inclusief de pas in 2003 beschreven soort Chitra vandijki. De geslachtsnaam Chitra komt uit het Sanskriet en betekent vrij vertaald 'gevlekt'.

### Soorten
Het geslacht omvat de volgende soorten, met de auteur en het verspreidingsgebied.
| Naam                                            | Auteur                   | Verspreidingsgebied                           |
| ----------------------------------------------- | ------------------------ | --------------------------------------------- |
| Aziatische smalkopweekschildpad (Chitra chitra) | Nutphand, 1986           | Thailand, Maleisië, Indonesië (Java, Sumatra) |
| Kortkopweekschildpad (Chitra indica)            | Gray, 1831               | India, Pakistan, Nepal, Bangladesh            |
| Birmese smalkopweekschildpad (Chitra vandijki)  | McCord & Pritchard, 2003 | Myanmar, Thailand                             |

## Uiterlijke kenmerken
Het rugschild heeft een ronde vorm en volwassen dieren hebben geen opstaande lengtekiel op het midden van het schild. Het buikschild heeft een gele tot geelwitte kleur. De schildkleur is groen tot grijs met een kenmerkend lichtere labyrint-achtige tekening.  Op het midden van het schild is een dubbele groef aanwezig.
De kop is smal en sterk verlengd en afgeplat, de neuspunt is niet zo lang als bij andere weekschildpadden. De kop lijkt wel door de enorm brede nek versmolten te zijn met het schild, hoewel dit bij andere weekschildpadden ook wel voorkomt. De poten zijn voorzien van sterk ontwikkelde zwemvliezen en hebben duidelijke klauwen. 
De drie chitra-weekschildpadden worden zeer groot, alle soorten kunnen een schildlengte van meer dan een meter bereiken. Toch zijn er weekschildpadden die nóg groter worden zoals de reuzenweekschildpadden uit het geslacht Pelochelys.

## Verspreiding en habitat
De drie soorten hebben allemaal een iets ander verspreidingsgebied; de Aziatische smalkopweekschildpad leeft in Thailand, Maleisië en delen van Indonesië; Java en Sumatra. De kortkopweekschildpad leeft in Bangladesh, India, Nepal en Pakistan. De soort Chitra vandijki ten slotte (vernoemd naar de Nederlandse zoöloog Peter Paul van Dijk) is aangetroffen in Myanmar (voormalig Birma) en in noordwestelijk Thailand.

## Levenswijze
Alle soorten zijn overdag actief, behalve als de eieren worden afgezet want dit gebeurt meestal 's nachts. De schildpadden zijn sterk aan het water gebonden en komen er alleen uit om de eieren af te zetten. Ze kunnen lang onder water blijven omdat ze vermoedelijk gebruik maken van keelademhaling. Het zijn krachtige zwemmers die echter vanuit een hinderlaag jagen in plaats van de prooi te achtervolgen. De schildpadden zijn carnivoor en jagen op kreeftachtigen, tweekleppigen en vissen. Bij hantering kunnen ze ernstige verwondingen maken bij mensen.

## Beschermingsstatus
Alle soorten worden sterk bedreigd door watervervuiling en de intensieve jacht op de dieren voor het vlees. Door de internationale natuurbeschermingsorganisatie IUCN is aan alle soorten een beschermingsstatus toegewezen. De kortkopweekschildpad (Chitra indica) wordt beschouwd als 'bedreigd' (Endangered of EN) en de andere twee soorten staan te boek als 'ernstig bedreigd' (Critically Endangered of CR).